# Margaromma funesta
Margaromma funesta är en spindelart som beskrevs av Eugen von Keyserling 1882. Margaromma funesta ingår i släktet Margaromma och familjen hoppspindlar. Inga underarter finns listade i Catalogue of Life.